# Impuesto sobre el carbono
El impuesto sobre el carbono es un impuesto medioambiental sobre la emisión de dióxido de carbono, gas de efecto invernadero, que pretende reducir su expulsión a la atmósfera. Este impuesto desalienta las emisiones de contaminantes, haciendo pagar a los contaminadores en proporción a sus emisiones. El impacto del impuesto sobre los productos finales aumenta sus precios en proporción a las emisiones que ha provocado su producción, promoviendo el consumo de los productos que hayan inducido menos emisiones de dióxido de carbono en su fabricación. Un aumento gradual y planificado del impuesto puede ayudar a orientar las inversiones a largo plazo, dejando tiempo suficiente a los consumidores y a las empresas para adaptarse.
El impuesto es una opción abierta para los países comprometidos en reducir sus emisiones de gases de efecto invernadero, por ejemplo, mediante el Protocolo de Kioto. Así, el objetivo no es solo contribuir a disminuir la incidencia del CO2 en el cambio climático, sino también en reducir la dependencia de muchos países de los combustibles fósiles y progresar hacia una economía ecológicamente sostenible.
El impuesto puede ser aplicado a nivel de los productos o, directamente en la producción y/o importación de combustibles fósiles, que emitirán dióxido de carbono al ser consumidos.
El impuesto sobre el carbono es complementario del principio de los bonos de carbono (negociables a través de un mercado de carbono): el impuesto impone un precio fijo a cantidades libres, las cuotas fijan las cantidades, pero dejan variable el precio. Ambos sistemas pueden coexistir, el impuesto permite implicar a numerosos pequeños emisores de CO2 muy dispersos, a los que es difícil ponerles una cuota.
En 2009, países como Dinamarca, Finlandia,  Noruega, Suecia, o la  provincia canadiense de Columbia Británica ya aplican algún tipo de impuesto sobre el carbono, a veces parcial, y otros como Francia, han anunciado que lo implantará en 2010. Nueva Zelanda ha establecido un mercado de intercambio de cuotas de emisión. La aplicación varía pues entre los diferentes países.
Incluso en ausencia de un impuesto sobre el carbono oficial, el sistema fiscal puede incluir los impuestos que son, en parte, una tributación implícita de las emisiones de CO2, sobre todo los impuestos a la energía o los derechos de aduana sobre las importaciones de hidrocarburos.

## Terminología
El impuesto sobre el carbono ha recibido varios nombres, como tasa sobre las emisiones de carbono,  impuesto sobre el carbono, contribución climático-energética, o también prima de carbono, por sus defensores como Jean-Marc Jancovici.

## Objetivos

### Objetivo global
La introducción del impuesto se destina a promover actividades, servicios o productos menos devoradores de energía y a fomentar el ahorro energético allí donde el consumo de energía es alto (como en zonas urbanas, donde se consume gran cantidad de energía en hogares, industrias, transportes, etc). Es una forma indirecta así mismo de impulsar otros modos de generación de energía, como las renovables, la fusión nuclear, la pila de hidrógeno, aparte de la energía nuclear de fisión que ya es ampliamente empleada en muchos países.
Las partes interesadas y sus representantes políticos, no gustan del impuesto, sobre todo si este es elevado, creando fuerzas políticas que intentan evitarlo. Así, algunos países como  Suecia han previsto rebajas, que reducen la eficiencia del impuesto, pero que pueden contribuir a su aceptación.
Cuando el objetivo no es una ampliación de impuestos adicionales, se puede hacer una redistribución de los ingresos del impuesto. El equilibrio conseguido con la posible redistribución depende del resultado de la negociación política y constituye uno de los elementos de su aceptación

### Objetivos y limitaciones de cara al calentamiento climático

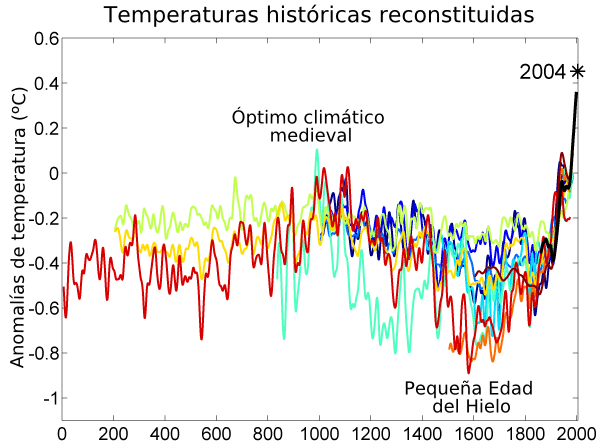
Curvas de temperaturas de los últimos dos milenios, según algunos estudios.

La lucha contra el calentamiento global puede dar lugar a la creación de un impuesto específico sobre las emisiones de carbono. La reducción de las emisiones de gases de efecto invernadero es parte de los compromisos internacionales, como el Protocolo de Kioto. Si la tasa puede tener por objeto reducir las emisiones de CO 2 gas de efecto invernadero, también pueden estar encaminada a preparar gradualmente a la sociedad a un agotamiento de los recursos energéticos, los combustibles fósiles, y al aumento de sus precios. También puede reducir la dependencia energética de los países importadores de petróleo, en favor de una producción local de energía o de equipos para ahorrar dicha energía.
El consumo total de combustibles fósiles no solo está determinado por los rendimientos de los objetos que lo consumen, sino también por su precio, reduciendo el poder adquisitivo. Por lo tanto, el ahorro voluntario de estos combustibles significaría la limitación de los productos que los consumen, como haría un aumento de precios. Una conducta de evitación general de esta energía haría que se desarrollasen soluciones técnicas alternativas.
El impuesto sobre el carbono puede reducir las emisiones de CO2, y tener también un efecto indirecto sobre los demás contaminantes (directamente relacionados con la quema de estos combustibles y muy nocivos para la salud humana como el óxido de nitrógeno y de azufre o el monóxido de carbono...etc), pero no tiene ningún efecto sobre otros gases de efecto invernadero como el metano. Por otra parte, la reducción del uso de combustibles fósiles podría significar un impulso para la energía nuclear, energía muy contestada por diversos sectores. El impuesto sobre el carbono, a nivel de la industria, puede tener un impacto a largo plazo en las inversiones futuras.

## Funcionamiento y aplicación del impuesto sobre el carbono

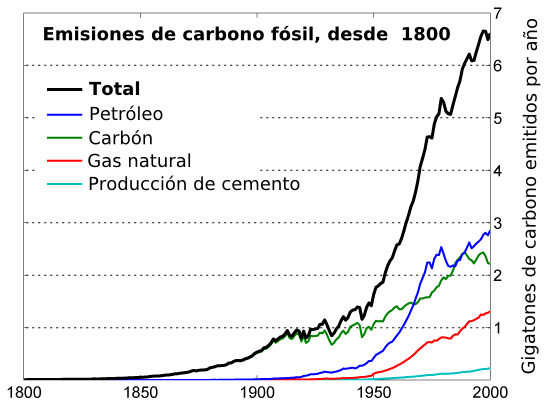
Las emisiones de carbono fósil a la atmósfera desde 1800. El carbono fósil no es el único que se emite.

El impuesto sobre el carbono no tiene como principal objetivo proporcionar recursos para el presupuesto general, sino cubrir los gastos efectuados por los perjuicios del CO2 (en tanto que principal gas de efecto invernadero emitido por los seres humanos) y alentarlos a reducir su producción. Internalizando los costes inducidos (actuales y futuros), debe restablecer el precio verdadero y fijar la diferencia entre la elección espontánea de los agentes económicos y las necesidades colectivas (principio de quien contamina paga).

### Características básicas
La eficacia del impuesto sobre el carbono depende de varias propiedades fundamentales y debe:
- Guiarse por el precio total de la energía fósil con el impuesto incluido, de modo que el aumento del crecimiento de los precios en general sea lento y gradual. Este crecimiento debería ser mayor que el poder adquisitivo: es el único medio eficaz para disuadir de la utilización de la energía que acelera el cambio climático. Debemos, como explica Jean-Marc Jancovici, "elevar el precio de lo que causa el problema, más aprisa que nuestro poder adquisitivo".[4]
- Estar planificado y anunciado a largo plazo (por ejemplo 15 años) para que los ciudadanos y las empresas puedan tenerlo en cuenta en sus proyectos de futuro.
- Ser neutral, es decir aplicado en función del contenido en equivalente-carbono.[6] de la sustancia, no solo en los combustibles (gasolina, petróleo, queroseno, gas natural, etc.) En efecto, crear un impuesto para el carbón, por ejemplo, sin ponerlo al acero o la electricidad que se producen con ese carbón no tendría otro efecto que trasladar el uso de este combustible de la industria a otras partes del planeta, con todas sus consecuencias negativas, pero sin reducir el consumo de carbón en la producción de acero y de electricidad, como es el objetivo. Sin embargo, determinar qué valor carbono asignar a los productos no es sencillo. Es un punto muy sensible y una clave que explica que el impuesto no esté aún en vigor. En un principio, es factible aplicar el impuesto solamente a los usos que no pueden ser deslocalizados, tales como la calefacción doméstica o el transporte, (como el  TIPP en Francia ).

### Áreas de aplicación del Impuesto

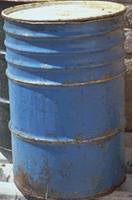
El impuesto se aplica al uso o la importación de petróleo. Aquí, un barril de petróleo.
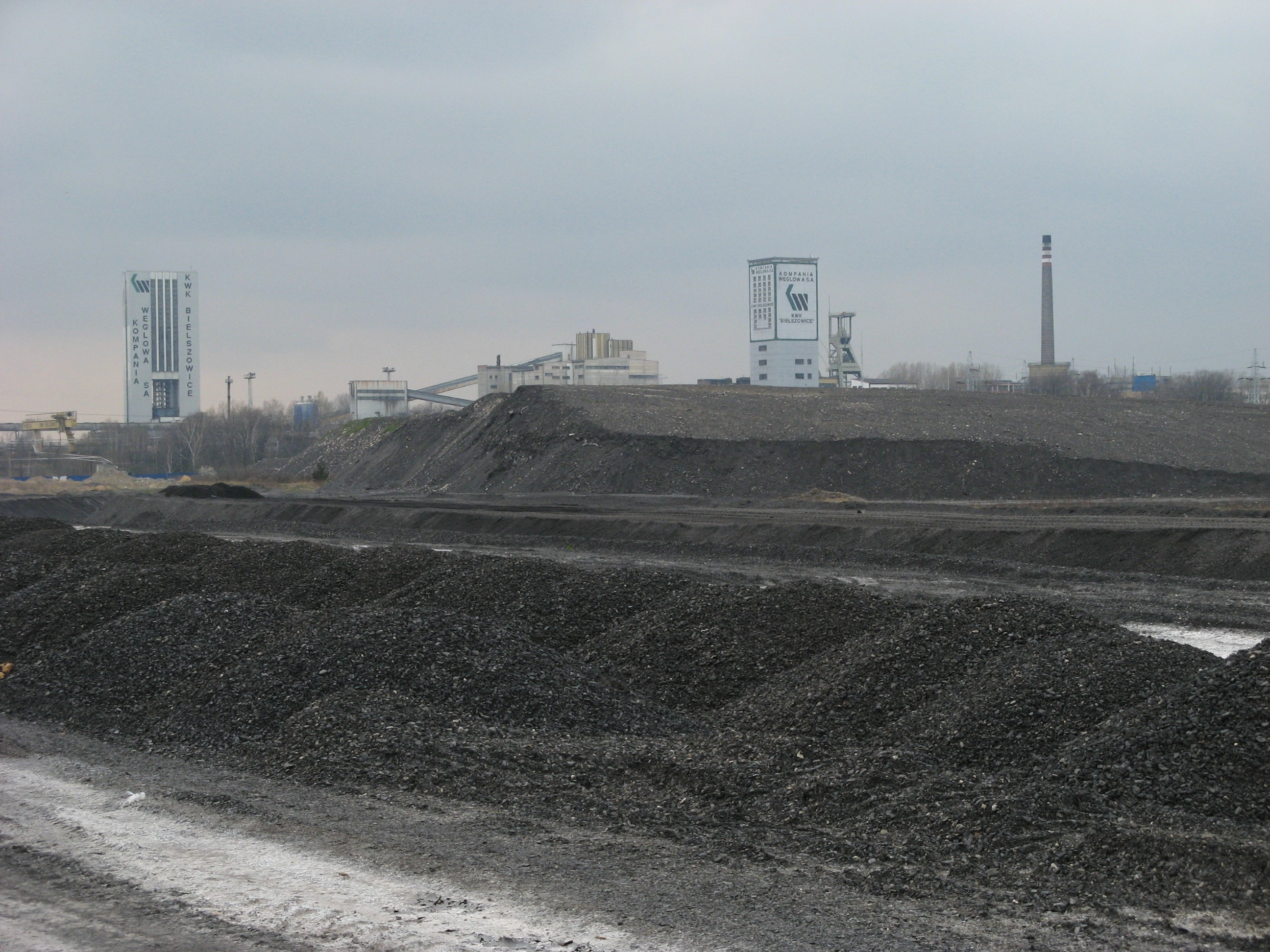
El carbón también emite CO2 al ser consumido. El impuesto puede ser aplicado a la extracción o a la importación de carbón.
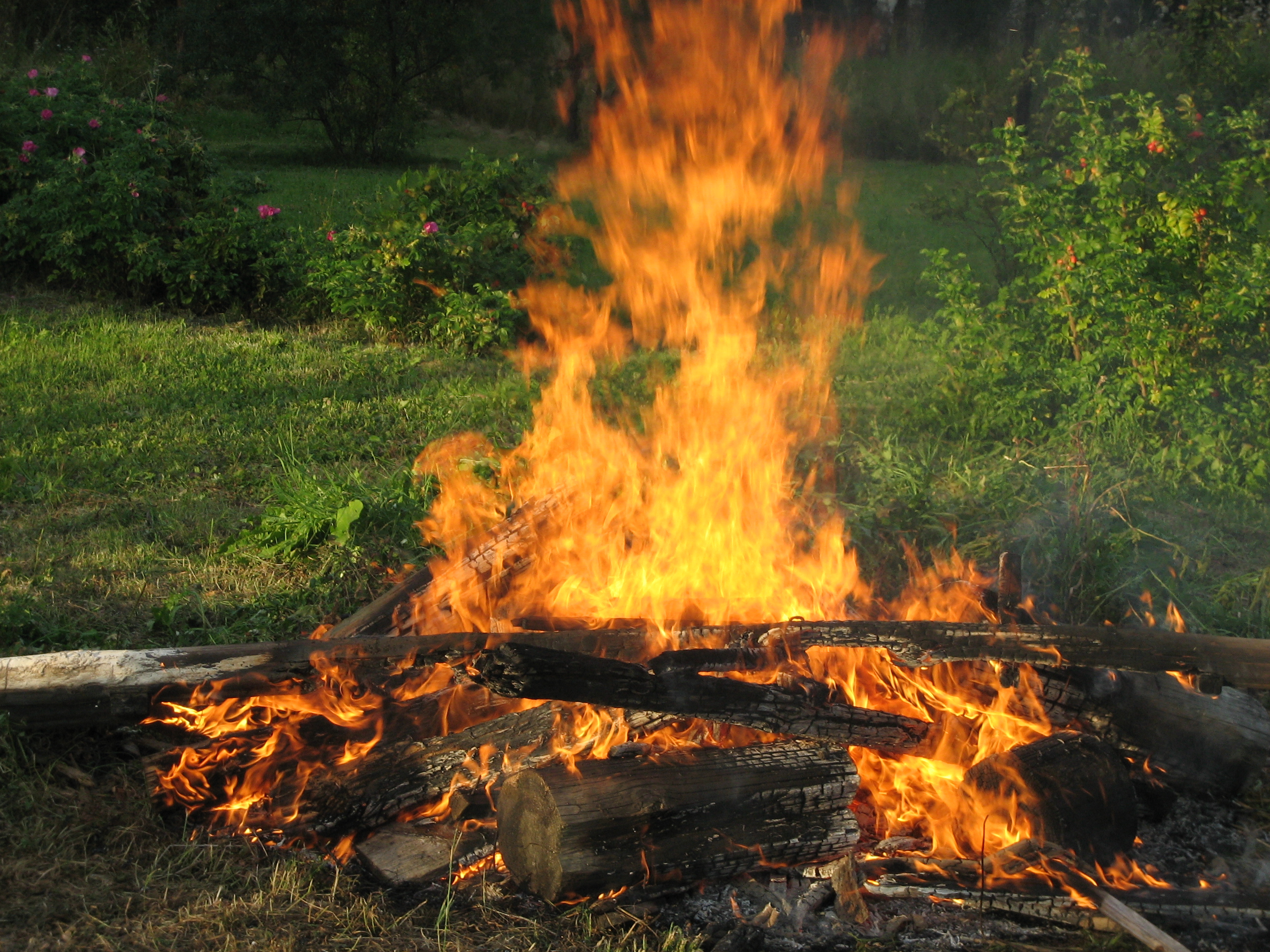
Mediante la quema, la madera también emite carbono a la atmósfera. Si se vuelven a plantar árboles, el impacto es menor con la absorción de CO2 durante su crecimiento.

La diversidad de los modos de emisión de dióxido de carbono dificulta la medida exacta de dichas emisiones. Sin embargo, la combustión de los combustibles fósiles como el petróleo, el gas y el carbón, es la principal fuente de emisiones. Por tanto, es posible gravar el consumo de esta energía, teniendo en cuenta que cuando no es quemada, sino transformada (como en los plásticos), también emitirá dióxido de carbono al ser incinerados como desperdicios. El impuesto sobre el consumo de estas energías se puede hacer en la importación o en la producción de estos productos.
La emisión de carbono de una misma cantidad y del mismo tipo de energía fósil depende también de los modos como se realice su combustión. Al aplicar el mismo tipo impositivo a todas las formas de combustión no se promueven los procesos más eficientes, lo que es contraproducente. Sin embargo, la emisión de CO2 depende de la composición química de la energía fósil, sobre todo de la cantidad de carbono que posean. Por tanto, es posible, al igual que lo ha hecho la Columbia Británica, establecer la equivalencia entre la energía fósil utilizada y su tasa de emisión de carbono.
Mediante la quema, la madera también emite carbono a la atmósfera. Si se vuelven a plantar árboles, el impacto se reduce a través de la absorción de CO2en su crecimiento. Así, la leña no tiene generalmente impacto en el impuesto sobre el carbono.

### Nivel y progresividad
El impuesto sobre el carbono se aplica a la tonelada de CO2 emitida. Puede ser aplicado progresivamente en función de la necesidad de reducir las emisiones de carbono en el tiempo.
Su progresividad permite comenzar a imponer el impuesto ahora mismo, para compensar la degradación de los ecosistemas, a fin de evitar medidas más drásticas después.
El impuesto sobre el carbono se está aplicando en cantidades diferentes dependiendo del país. Así era gravado con alrededor de 8 € en Suiza en el año 2008; 27 € en Suecia desde 1991.
Los economistas aconsejan ir aumentando las cantidades gradualmente hasta los 100 € por tonelada de CO2 en el año 2030, como se indica en el informe de una conferencia presidida por Michel Rocard.
El importe del impuesto sobre el carbono depende también de otros impuestos que se aplican en diferentes países, así el importe del impuesto sobre el carbono no siempre define la totalidad del impuesto a la importación de los combustibles fósiles.

### Competencia Internacional
El impuesto afecta a la competitividad de las empresas nacionales. Así, frente a países competidores que no aplican el impuesto, se reduce la competitividad de las empresas que emiten gran cantidad de CO2 y, si el montante del impuesto se redistribuye, la competitividad de las que emitan poco CO2 será mayor.
Para mantener un competencia equitativa entre los productos contaminantes locales y los productos contaminantes procedentes de países que no aplican el impuesto se pueden implementar medidas aduaneras. Sin embargo, esta área está muy regulada, en particular por la Organización Mundial del Comercio. Serían necesarias pues, negociaciones internacionales.·.
Las áreas en las que se aplicaría el impuesto tendrían que ser estudiadas (como las aguas internacionales o el espacio aéreo). Del mismo modo, la aplicación del impuesto sobre el carbono pueden diferir de un país a otro, e influir en la competencia.

### Riesgos fiscales: el impacto en los impuestos ya existentes sobre los productos petrolíferos
Los Presupuestos del Estado puede depender de manera significativa de los derechos percibidos por los combustibles fósiles y los productos que con ellos se pueden producir. Sin embargo, el objetivo es reducir e incluso eliminar el consumo de combustibles fósiles, lo que significa que este impuesto acabará por desaparecer. Es de esperar que los productos alternativos representen unos recursos fiscales importantes, pero el temor a que este no sea el caso es suficiente para alimentar la resistencia a la introducción de este impuesto.

## Uso o redistribución de los ingresos
La introducción de este impuesto aumenta los ingresos del Estado y el nivel de los precios. Cuando el objetivo no es una recaudación adicional de impuestos, sino solo la reducción de las emisiones de carbono, debe hacerse un redistribución del impuesto sin perjudicar a determinadas categorías de población, como las poblaciones rurales que no tienen transporte público.
La utilización del producto del impuesto es un factor importante en la aceptación del mismo. Existen varias posibilidades de redistribución:
- Las asignaciones de fondos o el apoyo específico a personas de bajos ingresos, según lo propuesto por el Sr. J. Hansen, climatólogo jefe de la NASA, en una carta a Barack Obama,[11] sobre la base de partes iguales, con una cuota media por cada niño y con un límite de dos hijos.
- Financiación de los programas de medio ambiente (rehabilitación de viviendas, subvención para desarrollar energías limpias, etc.)
- Reducción de los impuestos, el IVA o los impuestos sobre el salario.

### Riesgo de inflación
Un impuesto que repercute en los precios al consumidor, puede tener efectos inflacionistas: Los empleados que tienen que pagar un nuevo impuesto pedirán un aumento de sus salarios. Pero si el producto del impuesto se redistribuye, la ganancia de poder adquisitivo compensa el aumento de los precios y el efecto inflacionario es limitado. La dinámica de los precios depende de las condiciones económicas generales.

### Distribución a través de la disminución de los impuestos al trabajo
Un impuesto sobre el carbono, en un país importador de energía, favorece los equipamientos que tienden a ahorrar energía, que pueden ser producidos localmente (incluyendo los que afectan a la industria de la construcción), en detrimento de la energía importada.
Además de este efecto positivo sobre la actividad, un impuesto sobre el carbono compensado por reducciones en los costos laborales (en el modelo del IVA social) disminuiría el costo laboral y el desempleo. Pero por el contrario, se reducirían los incentivos a la productividad: los menores costos de la mano de obra reduce los incentivos para el desarrollo del progreso técnico.
La productividad, en el cuadro de una economía ecológica, debe tener en cuenta la energía y las materias primas, cuyo costo aumenta. El impuesto por lo tanto, es una innovación en sí mismo.

## Ventaja delimpuesto sobre el carbonosobre lossubsidios verdes
Los incentivos, subsidios, incentivos para los consumidores y las empresas para que tengan un comportamiento correcto en áreas específicas, pueden conducir a transferencias y que lo que se ahorra por un lado sea transferido a otro lugar, por ejemplo:
- Hace falta menos queroseno que antes para hacer volar un avión de 300 plazas, pero vuela mucho más porque el precio de los billetes se ha vuelto cada vez más accesible.
- Los autos son sin duda más eficientes hoy que hace 30 años, y lo serán más aún más adelante ... pero el número de coches en la Tierra se han duplicado o triplicado ...
- Los refrigeradores de hoy son una maravilla de economía, en comparación con las contaminantes máquinas monstruosas de los años 60, pero ... el refrigerador de 150 L ha sido, normalmente, cambiado por otro de 350 L y además se le ha añadido un congelador, e incluso aunque todos estos nuevos dispositivos son muy eficientes, su número (casi la mitad de los hogares franceses tiene una congelador, contra casi el 0% en 1973) y el consumo total que representan ha aumentado considerablemente.

Generalmente, solo un aumento de precios superior al del nivel de vida incentiva a reducir las emisiones, la mera reducción de las emisiones por unidad de producción como es el caso, se traducen en un mayor aumento en el número de unidades consumidas y en el consumo general.

## Otros métodos para lograr los objetivos del impuesto sobre el carbono

### Impuesto implícito de carbono
Los combustibles fósiles ya soportan varios impuestos, e incluso si el cálculo de estos impuestos no se refieren a sus emisiones de carbono, tienen un efecto disuasorio similar al que se espera del impuesto sobre el carbono. Así pues, el impuesto sobre el carbono puede ser un impuesto que armonice las diferentes energías sobre sus emisiones de CO2. En Francia, la Agencia de Medio Ambiente y la Gestión de la Energía (Ademe) ha asociado los niveles de imposición implícita sobre los combustibles fósiles a las emisiones de carbono y ha considerado un promedio de 47 € t CO2 en Europa en 2006. Sin embargo, esta cifra esconde disparidades tanto a nivel de países como a nivel de los propios productos. Así, en Europa en 2006, la gasolina súper sin plomo se gravaba en promedio con 240 € por tonelada de CO2, el gasóleo con 160 €, el fuel para calefacción 74 € y 1 € solo para el carbón. En 2006, según ADEME, el impuesto implícito promedio por tonelada de CO 2 emitida varía entre 15 € para Estonia hasta 106 € en Suecia y 64 € en Francia.

### Créditos de Carbono
Alternativamente, en lugar de incidir sobre los diferentes productos, el impuesto podría ser percibido en la fuente a través de un sistema de  derechos de contaminación, siempre que podamos asegurarnos de que no habría producción de CO2 fuera de estas cuotas.

### Mercado de carbono
El impuesto sobre el carbono difiere del principio del mercado de carbono por la ausencia de cuotas y por una cuota de emisión fijada directamente por los Estados. Así, las emisiones de dióxido de carbono tienen un costo adicional como el impuesto sobre el carbono, pero el precio es fijado por un mercado de compra-venta de cuotas de emisión. Los precios pueden fluctuar en función de la oferta y la demanda.

## Impuesto sobre el carbono o medidas fiscales similares, por país

### Alemania
Los impuestos recaen sobre los combustible y la electricidad. Pero el impuesto no está determinado por las emisiones de CO 2, y el carbón no está incluido, lo que no se corresponde con el concepto.
Se han observado resultados interesantes (disminución del consumo, particularmente en los combustibles: -12% en la gasolina y -2% en el gasóleo, entre el primer semestre de 1999 y la primera mitad de 2001). Sin embargo, estas bajadas podrían, al menos parcialmente, ser atribuidas a la subida de los precios del petróleo y a la revalorización del dólar entre 1999 y 2001.

### Columbia Británica (Canadá)
La Columbia Británica estableció en julio de 2009 un impuesto sobre el carbono de 15 $CAN (alrededor de 9,65 €) por tonelada de CO2 que irá aumentando gradualmente 5 $ cada año hasta los 30 $, (sobre 19.30 €) en 2012. La tarifa se aplica a la importación o al uso de combustibles fósiles en el territorio de la provincia.
El impuesto sobre el carbono es progresivo y el gobierno provincial se ha comprometido a reducir los impuestos en una cantidad igual a la cantidad del impuesto sobre el carbono. Para que este impuesto sea aceptado, la provincia se ha centrado en los beneficios de los recortes de impuestos que causa la redistribución.
La Columbia Británica espera reducir en 3 millones de toneladas las emisiones de CO2 por año, según ella, el equivalente a 800000 coches menos en las carreteras

### Dinamarca
La tasa danesa, creada en 1992, es un ejemplo de la aplicación del concepto de impuesto sobre el carbono realmente modulado. El impuesto se aplica a todos (gobiernos, empresas, hogares) y se basa en la cantidad de combustible y electricidad consumidos. El impuesto se modulada según el nivel de emisión de CO2 de los productos gravados. La tasa ascienda a 12 euros por tonelada (en promedio), con tasas reducidas para algunas industrias.
Gracias a ese impuesto, las emisiones de carbono se han reducido en un 15% entre 1990 y 2005, a pesar de que el crecimiento económico ha sido uno de los más fuertes de los países desarrollados durante aquellos años.
Los ingresos del impuesto han sido utilizados para subsidios a las industrias para que invierten en las tecnologías ecológicas. Ese mecanismo ha incitado a las industrias a adaptarse a energías renovables y desarrollar innovaciones. Esta evolución ha sido favorecida por la intervención financiera masiva del gobierno para promover energías renovables, permitiendo una transición rápida de las industrias del carbón hacia las energías verdes.

### Finlandia
Finlandia fue el primer país del mundo en introducir un impuesto sobre el carbono, en 1990. Es una tasa ecológica que se suma a los impuestos normales sobre la energía.
En 2008, la tasa ascendía a 20 € por tonelada de CO2. Se aplica tasas normales al petróleo y carburantes de transporte (gasolina, queroseno, diésel), a los combustibles de calefacción y al carbón. Hay una tasa reducida para el gas natural. Desde hace 1997, no se aplica la tasa sobre la producción sino el consumo de electricidad, con una tasa reducida para las industrias para preservar su competitividad.
Desde el 1 de enero de 2008, las exenciones para la aviación y la navegación de recreo se han eliminado.

### Francia
El impuesto sobre el carbono, también conocido en Francia como contribución a la climo-energía, aparece en los compromisos asumidos en sus Encuentros sobre el medio ambiente.
En 2009 todavía está en estudio, la futura ley no está clara. El impuesto inicialmente fue fijado en 17 €/tonelada de CO  2. Será gradual y debería cubrir el 70% de las emisiones de Francia y ayudar a recaudar 4.3 millones de euros al año para ser colocado en un fondo autónomo gestionado por una comisión independiente de vigilancia de los impuestos ecológicos.
La contribución climo-energética está cercano, en Francia, del impuesto general sobre las actividades contaminantes.

### Italia
Italia ha introducido una forma de impuesto sobre el carbono.

### Nueva Zelanda
Nueva Zelanda intentó en 2005 establecer un sistema de impuesto sobre el carbono, pero renunció por la oposición de una parte minoritaria del gobierno. En su lugar, puso en marcha en 2008 un sistema de intercambio de bonos de carbono, unidos a la bolsa de carbono

### Reino Unido
El Climate Change Levy creado en abril de 2001 se aplica al consumo de las industrias y las empresas, así como al sector público. Los hogares no están involucrados (pero se vieron afectados por el aumento de los impuestos especiales a los hidrocarburos, del 5 a 6% por año entre 1993 y 2000), ni las energías renovables y la cogeneración . Sin embargo, este es más un impuesto sobre la energía que un el impuesto sobre el carbono, ya que la producción de electricidad de origen nuclear o hidráulica no están excluidos del sistema, y el carbón está menos gravados que el gas natural (16 €/tonelada de CO2 contra 30), influido por el sector de las industrias a las que afecta.

### Suecia
El impuesto fue introducido en 1991 y se estableció inicialmente en 27 € por tonelada. Es un impuesto según la cantidad de combustible consumido (petróleo, gas natural y carbón). La reforma fue introducida en paralelo a la reducción de otros impuestos sobre el consumo de combustible para que los precios al consumidor no variaran. A las industrias les fueron concedidas fuertes exenciones (pagar solo el 25% de tasa en 1991 y el 50% actualmente).
Todos los impuestos sobre el medio ambiente de Suecia en 2005 representaron el 2,9% del PIB.
El aumento regular de la tasa hizo que en octubre de 2009, éste se situaba en los 150 dólares.
El efecto principal de la tasa ha sido el uso creciente de las energías renovables, gracias a las exenciones para ese tipo de energía. Hoy esas nuevas fuentes energéticas representan la mitad de la producción total de energía para la calefacción. También la tasa permitió al país reducir sus emisiones de CO₂ en un 9% desde hace la creación del impuesto.
La medida ha tenido un impacto limitado en la eficiencia energética de las industrias, a causa de la tasa reducida para las industrias, y porque esas utilizaban poco energías fósiles. La mayor parte de la energía del país era de origen nuclear y hidroeléctrica antes de que fuera implementado el impuesto.

### Suiza
Suiza introdujo un impuesto sobre el carbono en 2008. El impuesto se aplica a los combustibles fósiles utilizados con fines energéticos, como el carbón para calefacción o el gas natural. Combustibles como la gasolina y el diésel no se ven afectados por el impuesto. Existen exenciones a las empresas que se comprometen a reducir sus emisiones, que entonces tiene que acordar derechos de emisión. La cuota es una cantidad de 12 francos por tonelada de CO2, (7,91 €) en 2008, 24 francos, (15.82 €) en 2009, 36 francos (23.72 €) en enero de 2010.

## Enlaces relacionados
- Tasa carbono, ¿para cuándo en España?
- Growth through green resources